# Victor (Iowa)
Victor és una població dels Estats Units a l'estat d'Iowa. Segons el cens del 2000 tenia 952 habitants.

## Demografia
Segons el cens del 2000, Victor tenia 952 habitants, 400 habitatges, i 280 famílies. La densitat de població era de 782,1 habitants/km².
Dels 400 habitatges en un 31,8% hi vivien nens de menys de 18 anys, en un 58,5% hi vivien parelles casades, en un 8% dones solteres, i en un 30% no eren unitats familiars. En el 27,3% dels habitatges hi vivien persones soles el 16,5% de les quals corresponia a persones de 65 anys o més que vivien soles. El nombre mitjà de persones vivint en cada habitatge era de 2,38 i el nombre mitjà de persones que vivien en cada família era de 2,87.
Per edats la població es repartia de la següent manera: un 25,4% tenia menys de 18 anys, un 6,7% entre 18 i 24, un 24,8% entre 25 i 44, un 22,5% de 45 a 60 i un 20,6% 65 anys o més.
L'edat mediana era de 41 anys. Per cada 100 dones de 18 o més anys hi havia 86,8 homes.
La renda mediana per habitatge era de 38.542 $ i la renda mediana per família de 47.841 $. Els homes tenien una renda mediana de 33.021 $ mentre que les dones 22.000 $. La renda per capita de la població era de 18.837 $. Entorn del 4,1% de les famílies i el 7,9% de la població estaven per davall del llindar de pobresa.

## Poblacions més properes
El següent diagrama mostra les poblacions més properes.